# Bretejovce
Bretejovce (in ungherese Sárosberettő) è un comune della Slovacchia facente parte del distretto di Prešov, nella regione omonima.